# Distrito de Colcamar

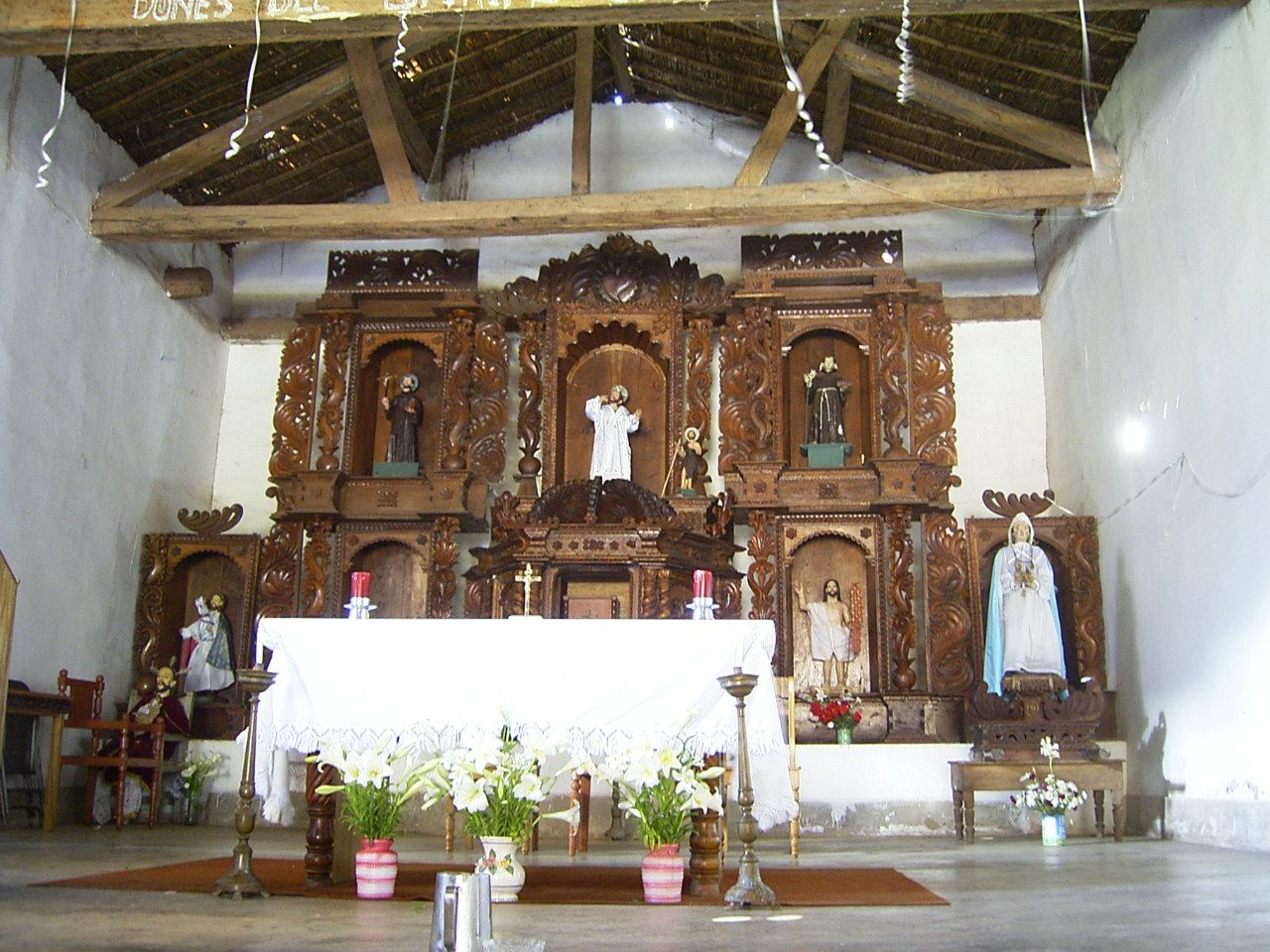
La iglesia con el patrón del pueblo, San Cristóbal de Colcamar.

El distrito de Colcamar es uno de los veintitrés distritos de la Provincia de Luya, ubicado en el Departamento de Amazonas, en el norte del Perú. Limita por el norte con el distrito de Inguilpata; por el este con la provincia de Chachapoyas; por el sur con el distrito de Tingo y el distrito de Longuita y; por el oeste con el distrito de Ocumal.
Desde el punto de vista jerárquico de la Iglesia católica forma parte del Diócesis de Chachapoyas.

## Historia
El distrito fue creado el 5 de febrero de 1861 mediante Ley sin número, en el gobierno del Presidente Ramón Castilla.

## Geografía
Abarca una superficie de 106,06 km² y tiene una población estimada mayor a 2.000 habitantes. Su capital es el pueblo de Colcamar.

### Pueblos y caseríos del distrito de Colcamar
| - Colcamar - Golac - Ponaya - Shipamarca - Cocha - Tueta - Quillillic - Vilaya |

La mayoría de los pueblos y caseríos del distrito de Colcamar están ubicados en la montaña, algunos como por ejemplo cocha, tueta, quillillic y Shipamarca al lado del Río Utcubamba.

## Autoridades

### Municipales
- 2015 - 2018[2]
  - Alcalde: Ángel Iliquin Visalot, de Obras por Amazonas.
  - Regidores:

  1. Agustín Zuta López (Obras por Amazonas)
  2. Ángel Malqui Gomes (Obras por Amazonas)
  3. Lucy Victoria Vargas Trigoso (Obras por Amazonas)
  4. Juana Maritza Iliquin Zuta (Obras por Amazonas)
  5. Humberto Gutiérrez Sánchez (Sentimiento Amazonense Regional)

### Religiosas
- Obispo de Chachapoyas: Monseñor Emiliano Antonio Cisneros Martínez, OAR.

## Festividades
Las fiestas patronales de la capital Colcamar se celebran el 24 de septiembre en honor al patrón San Cristóbal.
La fiesta en honor a la Santísima Cruz de Chuchan, iniciándose el 2 de mayo hasta el 4 del mismo mes.
Como comidas típicas se conoce la Chochoca, el Mote, el Locro, el Puchero entre otros.